# Епархия Эль-Миньи (Коптская католическая церковь)
Епархия Эль-Миньи (лат. Eparchia Hermopolitana) — епархия Коптской католической церкви с центром в городе Эль-Минья, Египет. Кафедральным собором епархии Эль-Миньи является Собор Христа Царя в городе Эль-Минья.

## История
26 ноября 1895 года Святой Престол учредил епархию Эль-Миньи Коптской католической церкви.

## Ординарии епархии
- епископ Joseph-Maxime Sedfaoui (6.03.1896 — 13.01.1925);
- епископ Francesco Basilio Bistauros (10.08.1926 — 30.11.1934);
- епископ Giorgio Baraka (8.07.1938 — 9.12.1946);
- епископ Paul Nousseir (21.01.1950 — 24.01.1967);
- епископ Isaac Ghattas (8.05.1967 — 8.06.1977);
- епископ Антоний Нагиб (26.07.1977 — 9.09.2002) — кардинал с 20.11.2010 года;
- епископ Ибрагим Исаак Сидрак (29.09.2002 — 15.01.2013) — избран Патриархом Коптской католической церкви;
- епископ Botros Fahim Awad Hanna (25.03.2013 — по настоящее время).

## Источник
- Annuario Pontificio, Libreria Editrice Vaticana, Città del Vaticano, 2003, ISBN 88-209-7422-3